# Matt McJunkins
Matt McJunkins (Palm Springs, 19 marzo 1983) è un bassista e produttore discografico statunitense, noto per la sua militanza negli A Perfect Circle.
Ha collaborato durante la sua carriera con gruppi come Thirty Seconds to Mars, Eagles of Death Metal, Ashes Divide e Puscifer. È anche fondatore e frontman dei The Beta Machine.

## Discografia

### Da solista
Album in studio
- 2022 – Soundtrack for No One

Singoli
- 2021 – Entrails
- 2021 – The Collector

### Con gli A Perfect Circle
- 2013 – Three Sixty
- 2013 – A Perfect Circle Live: Featuring Stone and Echo
- 2018 – Eat the Elephant

### Con Poppy
- 2021 – Eat (NXT Soundtrack)
- 2021 – Flux

### Con i Puscifer
- 2009 – "C" Is for (Please Insert Sophomoric Genitalia Reference Here)
- 2011 – Conditions of My Parole
- 2013 – Donkey Punch the Night
- 2015 – Money Shot

### Con i The Beta Machine
- 2017 – All This Time
- 2019 – Intruder